# حربل
حربل (به عربی: حربل) یک روستا در سوریه است که در اعزاز واقع شده‌است. حربل ۳٬۴۰۳ نفر جمعیت دارد.